# William Wharton
Sir William James Lloyd Wharton KCB FRS FRGS (1843–1905) foi um almirante britânico e Chefe de Hidrografia da Marinha Real do Reino Unido.
William Wharton esteve no comando dos navios HMS Shearwater (1861), HMS Fawn (1856) e HMS Sylvia (1866).

## Reconhecimento
Em 1886 foi eleito membro da Royal Society, fez parte também da Real Sociedade Geográfica e da Royal Astronomical Society no Reino Unido.
Por sua atuação profissional, recebeu a comenda como Cavaleiro Comandante da Ordem do Banho em 1897 por ocasião do Jubileu de Diamantes do reinado de Vitória do Reino Unido.
Monte Wharton na Antártica e Bacia de Wharton no nordeste do Oceano Índico, receberam estes nomes em homenagem a William Wharton.